# Петрівка Друга (Вознесенський район)
Петрі́вка Друга — село в Україні, у Новомар'ївській сільській громаді Вознесенського району Миколаївської області. Населення становить 8 осіб. До 2018 року орган місцевого самоврядування — Костуватська сільська рада.

## Населення
Згідно з переписом УРСР 1989 року, чисельність наявного населення села становила 26 осіб, з яких 13 чоловіків та 13 жінок.
За переписом населення України 2001 року в селі мешкало 8 осіб. 100 % населення вказало своєю рідною мовою українську мову.